# Jan Tomasz Zamoyski
Jan Tomasz Zamoyski (ur. 12 czerwca 1912 w Klemensowie, zm. 29 czerwca 2002 w Warszawie) – polski ziemianin i polityk. W latach 1939–1944 był szesnastym i ostatnim ordynatem Ordynacji Zamojskiej. Senator II kadencji w latach 1991–1993, prezes Stronnictwa Narodowo-Demokratycznego w latach 1991–1998. Kawaler Orderu Orła Białego.

## Życiorys
Pochodził z rodu Zamoyskich herbu Jelita. Był synem Maurycego Klemensa Zamoyskiego, polityka i piętnastego ordynata, oraz Marii Róży z Sapiehów.
W latach 1931–1932 odbył służbę wojskową w Szkole Podchorążych Kawalerii w Grudziądzu. W 1935 ukończył studia w Instytucie Handlu i Ekonomii w Nancy. W 1937 uzyskał półdyplom i absolutorium w Szkole Głównej Handlowej w Warszawie. Wziął udział w kampanii wrześniowej w szeregach 3 Dywizji Piechoty Legionów. Od 1940 należał do Związku Walki Zbrojnej. Później wstąpił do Armii Krajowej. Był też członkiem konspiracyjnej organizacji „Uprawa”, zajmującej się zbieraniem funduszy na rzecz podziemia. Podczas pacyfikacji Zamojszczyzny wraz z żoną Różą uratowali z hitlerowskiego obozu w Zwierzyńcu 460 zabranych matkom dzieci. Dla 1500 chorych dzieci utworzył 4 szpitale, w tej sprawie interweniował u Odila Globocnika, dowódcy SS na dystrykt lubelski.
Na skutek powojennej reformy rolnej został pozbawiony majątku. Po krótkotrwałym pobycie w więzieniu w Kielcach osiedlił się na Pomorzu. W styczniu 1949 został aresztowany i skazany na 10 lat pozbawienia wolności. Przebywał w więzieniu we Wronkach, skąd wyszedł na wolność w połowie 1956. W 1957 został prawnie zrehabilitowany. Podjął pracę dziennikarza w czasopiśmie „Rynki Zagraniczne”. Później objął stanowisko kierownika biura przedstawicielstwa w Polsce linii lotniczych Swissair (pracował tam do 1981).
Działał w założonym w Warszawie Towarzystwie Przyjaciół Zamościa; dzięki staraniom tej organizacji Sejm PRL w 1975 uchwalił ustawę o renowacji zespołu staromiejskiego. Był prezesem Warszawskiego Koła Zamościan w latach 1985–1997, przyczynił się do wpisania Starego Miasta w Zamościu w 1992 na listę światowego dziedzictwa UNESCO. Własnym sumptem utworzył w 1987 Muzeum Sztuki Sakralnej Fundacji Rodziny Zamoyskich przy zamojskiej kolegiacie.
W 1991 objął funkcję prezesa Stronnictwa Narodowo-Demokratycznego, którą sprawował do 1998. W wyborach parlamentarnych w 1991 został z ramienia Narodowego Komitetu Wyborczego wybrany w województwie zamojskim na senatora II kadencji; na pierwszym posiedzeniu pełnił funkcję marszałka seniora. Zasiadał w klubie parlamentarnym Zjednoczenia Chrześcijańsko-Narodowego. Pracował w Komisji Gospodarki Narodowej oraz Komisji Kultury, Środków Przekazu i Edukacji. W 1992 jego nazwisko pojawiło się na tzw. liście Macierewicza. W wyborach parlamentarnych w 1993 bez powodzenia ubiegał się o reelekcję z ramienia Bezpartyjnego Bloku Wspierania Reform.
W 1991 ukazał się przeprowadzony przez Roberta Jarockiego wywiad rzeka z Janem Zamoyskim pt. Ostatni ordynat. Z Janem Zamoyskim spotkania i rozmowy.
Został pochowany w krypcie rodowej w katedrze Zmartwychwstania Pańskiego i św. Tomasza Apostoła w Zamościu.

## Odznaczenia, wyróżnienia i upamiętnienie
W 1995, w uznaniu znamienitych zasług położonych dla Rzeczypospolitej Polskiej, został przez prezydenta RP Lecha Wałęsę odznaczony Orderem Orła Białego.
Wyróżniony tytułami honorowego obywatela: Janowa Lubelskiego (1990) oraz Zamościa (1996).
Został patronem Gimnazjum nr 2 w Zamościu.

## Życie prywatne
Mąż Róży z Żółtowskich. Był ojcem Marcina Zamoyskiego, Gabrieli Bogusławskiej, Elżbiety Daszewskiej, Marii Ponińskiej i Agnieszki Rożnowskiej.